# Campionato del mondo rallycross 2020
La stagione 2020 del campionato del mondo rallycross è stata la settima edizione del campionato gestito dalla FIA. È iniziata il 22 agosto sul circuito del Höljesbanan a Höljes, in Svezia, ed è terminata il 18 ottobre sul Circuito di Catalogna a Montmeló, in Spagna; era costituita da 8 eventi disputatisi in quattro differenti nazioni.
Il campionato vide come di consueto la presenza della classe regina Supercar e del monomarca cadetto RX2, quest'ultimo costituito da due appuntamenti disputatisi in un unico fine settimana, le quali vennero affiancate dalla nuova serie Projekt E, dedicata alle vetture a propulsione totalmente elettrica. Alcuni appuntamenti si svolsero inoltre in concomitanza con il campionato europeo 2020.
Il mondiale avrebbe dovuto iniziare il 16 aprile a Barcellona ma a causa della pandemia da Covid-19, diffusasi nell'intero pianeta a partire dal mese di febbraio, la serie prese il via definitivamente il 22 agosto in Svezia.
Il 24 novembre, con l'annullamento definitivo dell'appuntamento tedesco che avrebbe dovuto chiudere il campionato, lo svedese Johan Kristoffersson, su Volkswagen Polo GTI RX, si è aggiudicato il suo terzo titolo piloti, dopo quelli vinti consecutivamente nel 2017 e nel 2018; divenne inoltre il primo pilota nella storia del campionato ad essersi aggiudicato tre allori iridati, superando il norvegese Petter Solberg. Il titolo a squadre è stato invece vinto dalla scuderia svedese KYB Team JC, che ha portato in gara due Audi S1 RX Quattro affidate agli svedesi Mattias Ekström e Robin Larsson.. La neonata categoria Projekt E è stata vinta invece dalla britannica Natalie Barratt, su Ford Fiesta ERX.
Il titolo del monomarca cadetto RX2 si era invece deciso ai primi di settembre in Danimarca ed è stato conquistato dal norvegese Henrik Krogstad, davanti al belga Guillaume de Ridder, entrambi vincitori di una finale e secondi nell'altra ma con il norvegese in vantaggio di una lunghezza nel punteggio totale comprensivo delle prove di qualificazione e di semifinale.

## Calendario
Il campionato, con i suoi undici appuntamenti previsti in altrettante nazioni, avrebbe dovuto toccare tre continenti, con nove gare da disputarsi in Europa, una in Africa e una in Asia. Tuttavia la pandemia da Covid-19 diffusasi in tutto il pianeta a partire dai primi mesi dell'anno, ha costretto gli organizzatori a modificarne pesantemente la struttura e a maggio è stata approvata la versione definitiva del calendario, che prevedeva l'inizio a fine agosto e sarebbe stato costituito da dieci appuntamenti, tutti da svolgersi in Europa e in sette differenti nazioni.
| Calendario definitivo | Calendario definitivo | Calendario definitivo                          | Calendario definitivo            | Calendario definitivo                      | Calendario definitivo |
| Gara                  | Data                  | Evento                                         | Circuito                         | Località                                   | Categorie             |
| --------------------- | --------------------- | ---------------------------------------------- | -------------------------------- | ------------------------------------------ | --------------------- |
| 1                     | 22 agosto             | Swecon World RX of Sweden                      | Höljesbanan                      | Höljes, Torsby, Contea di Värmland, Svezia | Supercar Projekt E    |
| 2                     | 23 agosto             | Swecon World RX of Sweden                      | Höljesbanan                      | Höljes, Torsby, Contea di Värmland, Svezia | Supercar              |
| 3                     | 29 agosto             | CapitalBox World RX of Finland                 | Kouvola Circuit                  | Kouvola, Kymenlaakso, Finlandia            | Supercar              |
| 4                     | 30 agosto             | CapitalBox World RX of Finland                 | Kouvola Circuit                  | Kouvola, Kymenlaakso, Finlandia            | Supercar              |
| –                     | 5 settembre           | RX2 All Star Shootout                          | Nysumbanen                       | Nysum, Jutland Settentrionale, Danimarca   | RX2                   |
| –                     | 6 settembre           | RX2 All Star Shootout                          | Nysumbanen                       | Nysum, Jutland Settentrionale, Danimarca   | RX2                   |
| 5                     | 19 settembre          | Neste World RX of Riga-Latvia                  | Biķernieku Kompleksā Sporta Bāze | Riga, Lettonia                             | Supercar Projekt E    |
| 6                     | 20 settembre          | Neste World RX of Riga-Latvia                  | Biķernieku Kompleksā Sporta Bāze | Riga, Lettonia                             | Supercar              |
| 7                     | 17 ottobre            | Logitech World RX of "Pirineus-Barcelona 2030" | Circuito di Catalogna            | Montmeló, Catalogna, Spagna                | Supercar              |
| 8                     | 18 ottobre            | Logitech World RX of Catalunya                 | Circuito di Catalogna            | Montmeló, Catalogna, Spagna                | Supercar              |
| Fonti                 |                       |                                                |                                  |                                            |                       |

| Eventi cancellati         | Eventi cancellati              | Eventi cancellati          | Eventi cancellati | Eventi cancellati                                                        | Eventi cancellati |
| Evento                    | Circuito                       | Località                   | Data prevista     | note                                                                     |                   |
| ------------------------- | ------------------------------ | -------------------------- | ----------------- | ------------------------------------------------------------------------ | ----------------- |
| Rallycross di Russia      | Igora Drive                    | Sosnovo, Priozerskij rajon | 18–19 luglio      | Cancellato a marzo 2020 per problemi contrattuali.                       |                   |
| Rallycross di Norvegia    | Lånkebanen                     | Hell, Stjørdal             | 13–14 giugno      | Cancellato a maggio 2020 a causa della pandemia di COVID-19.             |                   |
| Rallycross del Sudafrica  | Killarney Motor Racing Complex | Killarney, Città del Capo  | 14–15 novembre    | Cancellato a maggio 2020 a causa della pandemia di COVID-19.             |                   |
| Rallycross di Francia     | Circuito di Lohéac             | Lohéac                     | 5–6 settembre     | Cancellato a fine maggio 2020 a causa della pandemia di COVID-19.        |                   |
| Rallycross di Abu Dhabi   | Circuito di Yas Marina         | Abu Dhabi                  | 30–31 ottobre     | Cancellato a fine luglio 2020 a causa della pandemia di COVID-19.        |                   |
| Rallycross del Portogallo | Pista Automóvel de Montalegre  | Montalegre                 | 2–3 maggio        | Cancellato a metà settembre 2020 a causa della pandemia di COVID-19.     |                   |
| Rallycross del Benelux    | Circuito di Spa-Francorchamps  | Stavelot                   | 16–17 maggio      | Cancellato ai primi di novembre 2020 a causa della pandemia di COVID-19. |                   |
| Rallycross di Germania    | Nürburgring                    | Nürburg                    | 1–2 agosto        | Cancellato a fine novembre 2020 a causa della pandemia di COVID-19.      |                   |

### Cambiamenti nel calendario rispetto alla stagione 2019
Prima della pandemia, il programma prevedeva 11 appuntamenti con alcune novità rispetto alla stagione 2019: 
- Il ritorno del Rallycross del Portogallo e di quello di Germania dopo un anno di assenza; inoltre la gara tedesca venne spostata dal circuito dell'Estering a quello del Nürburgring.
- Vennero invece rimossi dal calendario il Rallycross del Canada e il Rallycross di Gran Bretagna.
- Venne inoltre inserito per la prima volta nella storia del mondiale il Rallycross di Russia.

### Cambiamenti nel calendario dovuti alla pandemia da COVID-19
Dopo vari spostamenti e l'annullamento di alcuni eventi, nel mese di maggio venne approvata la versione definitiva del calendario, che sanciva l'inizio delle competizioni a fine agosto e un totale di dieci appuntamenti, tutti da disputarsi in Europa e in sette differenti nazioni:
- Ai primi di marzo venne cancellato il Rallycross di Russia, inizialmente previsto per il 18 e il 19 luglio.[11]
- A maggio, con la ridefinizione del calendario, i rallycross di Barcellona, del Portogallo, del Benelux, di Svezia e di Germania, in programma nel periodo tra aprile e agosto, vennero spostati tra agosto e dicembre. Vennero invece estromessi definitivamente gli appuntamenti in Norvegia, previsto a metà giugno, e in Sudafrica, che avrebbe dovuto tenersi il 14 e il 15 novembre in chiusura di campionato.
- A fine maggio anche il Rallycross di Francia venne annullato sempre a causa del COVID-19[12] e in sua sostituzione venne introdotto il Rallycross di Finlandia, che mancava in calendario dalla stagione 2014[16].
- A fine luglio anche il Rallycross di Abu Dhabi, che doveva svolgersi a fine ottobre come penultima gara della stagione, venne cancellato.[13]
- Ai primi di settembre il Rallycross del Benelux fu spostato dal 3–4 ottobre al 21–22 novembre come penultima gara del campionato, con la speranza da parte degli organizzatori di avere minori restrizioni per il pubblico nella nuova data[17], tuttavia il 4 novembre venne definitivamente cancellato per il considerevole aumento dei casi di Coronavirus in Belgio[15]
- A metà settembre venne cancellato anche il Rallycross del Portogallo per cui si disputeranno due gare in Catalogna anziché una come previsto inizialmente.[14]
- Il 24 novembre è stato annullato anche il rallycross di Germania[4], previsto inizialmente per il 12–13 dicembre e che avrebbe dovuto chiudere la stagione, la quale si è conclusa anticipatamente il 18 ottobre con l'appuntamento catalano.

## Squadre e piloti

### Classe Supercar
| Squadre iscritte ufficialmente al campionato              | Squadre iscritte ufficialmente al campionato | Squadre iscritte ufficialmente al campionato | Squadre iscritte ufficialmente al campionato | Squadre iscritte ufficialmente al campionato | Squadre iscritte ufficialmente al campionato | Squadre iscritte ufficialmente al campionato |
| Costruttore                                               | Vettura                                      | Squadra                                      | Pneumatici                                   | N°                                           | Pilota                                       | Gare                                         |
| --------------------------------------------------------- | -------------------------------------------- | -------------------------------------------- | -------------------------------------------- | -------------------------------------------- | -------------------------------------------- | -------------------------------------------- |
| Peugeot                                                   | Peugeot 208 WRX                              | Team Hansen                                  | C                                            | 1                                            | Timmy Hansen                                 | 1–8                                          |
| Peugeot                                                   | Peugeot 208 WRX                              | Team Hansen                                  | C                                            | 9                                            | Kevin Hansen                                 | 1–8                                          |
| Audi                                                      | Audi S1 RX Quattro                           | KYB Team JC                                  | C                                            | 4                                            | Robin Larsson                                | 1–8                                          |
| Audi                                                      | Audi S1 RX Quattro                           | KYB Team JC                                  | C                                            | 5                                            | Mattias Ekström                              | 1–8                                          |
| Hyundai                                                   | Hyundai i20 WRX                              | GRX Taneco                                   | C                                            | 7                                            | Timur Timerzjanov                            | 1–8                                          |
| Hyundai                                                   | Hyundai i20 WRX                              | GRX Taneco                                   | C                                            | 68                                           | Niclas Grönholm                              | 1–8                                          |
| Renault                                                   | GCK Mégane R.S. RX                           | Monster Energy GCK RX Cartel                 | C                                            | 13                                           | Andreas Bakkerud                             | 1–8                                          |
| Renault                                                   | GCK Mégane R.S. RX                           | Monster Energy GCK RX Cartel                 | C                                            | 33                                           | Liam Doran                                   | 1–8                                          |
| Renault                                                   | GCK Clio R.S. RX                             | GCK UNKORRUPTED                              | C                                            | 14                                           | Rokas Baciuška                               | 1–2, 5–6                                     |
| Renault                                                   | GCK Clio R.S. RX                             | GCK UNKORRUPTED                              | C                                            | 36                                           | Guerlain Chicherit                           | 1–6                                          |
| Renault                                                   | GCK Clio R.S. RX                             | GCK UNKORRUPTED                              | C                                            | 69                                           | Kevin Abbring                                | 3–4                                          |
| SEAT                                                      | SEAT Ibiza RX                                | ALL-INKL.COM Münnich Motorsport              | C                                            | 38                                           | Mandie August                                | 7–8                                          |
| SEAT                                                      | SEAT Ibiza RX                                | ALL-INKL.COM Münnich Motorsport              | C                                            | 44                                           | Timo Scheider                                | 1–8                                          |
| SEAT                                                      | SEAT Ibiza RX                                | ALL-INKL.COM Münnich Motorsport              | C                                            | 77                                           | René Münnich                                 | 1–6                                          |
| Ulteriori iscritti non registrati al campionato a squadre |                                              |                                              |                                              |                                              |                                              |                                              |
| Volkswagen                                                | Volkswagen Polo GTI RX                       | Kristoffersson Motorsport                    | C                                            | 3                                            | Johan Kristoffersson                         | 1–8                                          |
| Ford                                                      | Ford Fiesta MK6                              | Ferratum Team                                | C                                            | 11                                           | Jani Paasonen                                | 1–6                                          |
| Ford                                                      | Ford Fiesta MK6                              | Kalliokoski Motorsport                       | C                                            | 22                                           | Jere Kalliokoski                             | 3–4                                          |
| Ford                                                      | Ford Fiesta MK6                              | -                                            | C                                            | 65                                           | Atro Määttä                                  | 3–4                                          |
| Škoda                                                     | Škoda Fabia WRX Evo                          | ESmotorsport                                 | C                                            | 15                                           | Reinis Nitišs                                | 5–6                                          |
| Mini                                                      | Mini Cooper SX1                              | –                                            | C                                            | 42                                           | Oliver Bennett                               | 7–8                                          |
| Audi                                                      | Audi S1                                      | Karai Motorsport Sportegyesület              | C                                            | 73                                           | Támas Kárai                                  | 3–4, 7–8                                     |
| Audi                                                      | Audi S1                                      | Team JC Race Teknik                          | C                                            | 91                                           | Enzo Ide                                     | 7–8                                          |
| Hyundai                                                   | Hyundai i20 WRX                              | –                                            | C                                            | 83                                           | Patrick Guillerme                            | 7–8                                          |
| Hyundai                                                   | Hyundai i20 WRX                              | GRX Set                                      | C                                            | 123                                          | Krisztián Szabó                              | 1–2, 5–6                                     |
| Hyundai                                                   | Hyundai i20 WRX                              | GRX Set                                      | C                                            | 177                                          | Juha Rytkönen                                | 3–4                                          |
| Renault                                                   | GCK Mégane R.S. RX                           | GCK Bilstein                                 | C                                            | 92                                           | Anton Marklund                               | 1–8                                          |
| Honda                                                     | Honda Civic Coupe                            | Olsbergs MSE                                 | C                                            | 93                                           | Sebastian Eriksson                           | 1–2                                          |
| note:                                                     |                                              |                                              |                                              |                                              |                                              |                                              |

### Classe Projekt E
| Costruttore   | Vettura         | Squadra         | Pneumatici | N°  | Pilota              | Gare |
| ------------- | --------------- | --------------- | ---------- | --- | ------------------- | ---- |
| STARD/Ford    | Ford Fiesta ERX | -               | C          | 5   | Svein-Bjarte Holten | 5    |
| STARD/Ford    | Ford Fiesta ERX | Ferratum Team   | C          | 6   | Jānis Baumanis      | 5    |
| STARD/Ford    | Ford Fiesta ERX | -               | C          | 21  | Hermann Neubauer    | 1    |
| STARD/Ford    | Ford Fiesta ERX | -               | C          | 41  | Natalie Barratt     | 1, 5 |
| STARD/Ford    | Ford Fiesta ERX | Hoonigan Racing | C          | 43  | Ken Block           | 1    |
| STARD/Citroën | Citroën C3 ERX  | -               | C          | 113 | Cyril Raymond       | 5    |
| note:         |                 |                 |            |     |                     |      |

## Risultati e statistiche
| Gara | Nome gara                                                               | Vincitori | Vincitori | Vincitori            | Vincitori                                          | Vincitori    | Vincitori    | Statistiche  |
| Gara | Nome gara                                                               | Categoria | N°        | Pilota               | Squadra e vettura                                  | Tempo finale | Punti totali | Partecipanti |
| ---- | ----------------------------------------------------------------------- | --------- | --------- | -------------------- | -------------------------------------------------- | ------------ | ------------ | ------------ |
| 1    | Swecon World RX of Sweden (gara 1) (22 agosto) — Resoconto              | Supercar  | 3         | Johan Kristoffersson | Kristoffersson Motorsport (Volkswagen Polo GTI RX) | 5'05"943     | 30           | 17           |
| 1    | Swecon World RX of Sweden (gara 1) (22 agosto) — Resoconto              | Projekt E | 43        | Ken Block            | Hoonigan Racing (Ford Fiesta ERX)                  | 4'50"414     | 24           | 3            |
|      |                                                                         |           |           |                      |                                                    |              |              |              |
| 2    | Swecon World RX of Sweden (gara 2) (23 agosto) — Resoconto              | Supercar  | 5         | Mattias Ekström      | KYB Team JC (Audi S1 RX Quattro)                   | 4'28"907     | 28           | 17           |
|      |                                                                         |           |           |                      |                                                    |              |              |              |
| 3    | CapitalBox World RX of Finland (gara 1) (29 agosto) — Resoconto         | Supercar  | 3         | Johan Kristoffersson | Kristoffersson Motorsport (Volkswagen Polo GTI RX) | 4'04"669     | 30           | 19           |
|      |                                                                         |           |           |                      |                                                    |              |              |              |
| 4    | CapitalBox World RX of Finland (gara 2) (30 agosto) — Resoconto         | Supercar  | 68        | Niclas Grönholm      | GRX Taneco (Hyundai i20 WRX)                       | 5'05"975     | 29           | 19           |
|      |                                                                         |           |           |                      |                                                    |              |              |              |
| –    | RX2 All Star Shootout (gara 1) (5 settembre)                            | RX2       | 96        | Guillaume de Ridder  | Olsbergs MSE (Supercar Lites)                      | 5 giri       | 29           | 14           |
| –    | RX2 All Star Shootout (gara 2) (6 settembre)                            | RX2       | 77        | Henrik Krogstad      | YellowSquad (Supercar Lites)                       | 5 giri       | 30           | 14           |
|      |                                                                         |           |           |                      |                                                    |              |              |              |
| 5    | Neste World RX of Riga-Latvia (gara 1) (19 settembre) — Resoconto       | Supercar  | 3         | Johan Kristoffersson | Kristoffersson Motorsport (Volkswagen Polo GTI RX) | 5'01"073     | 29           | 17           |
| 5    | Neste World RX of Riga-Latvia (gara 1) (19 settembre) — Resoconto       | Projekt E | 113       | Cyril Raymond        | - (Citroën C3 ERX)                                 | 5'14"584     | 24           | 4            |
|      |                                                                         |           |           |                      |                                                    |              |              |              |
| 6    | Neste World RX of Riga-Latvia (gara 2) (20 settembre) — Resoconto       | Supercar  | 5         | Mattias Ekström      | KYB Team JC (Audi S1 RX Quattro)                   | 5'01"264     | 30           | 17           |
|      |                                                                         |           |           |                      |                                                    |              |              |              |
| 7    | Logitech World RX of "Pirineus-Barcelona 2030" (17 ottobre) — Resoconto | Supercar  | 1         | Timmy Hansen         | Team Hansen (Peugeot 208 WRX)                      | 4'47"809     | 29           | 16           |
|      |                                                                         |           |           |                      |                                                    |              |              |              |
| 8    | Logitech World RX of Catalunya-Barcelona (18 ottobre) — Resoconto       | Supercar  | 3         | Johan Kristoffersson | Kristoffersson Motorsport (Volkswagen Polo GTI RX) | 4'39"638     | 26           | 16           |

## Classifiche

### Punteggio
|                | Posizione | Posizione | Posizione | Posizione | Posizione | Posizione | Posizione | Posizione | Posizione | Posizione | Posizione | Posizione | Posizione | Posizione | Posizione | Posizione |
| Turno          | 1º        | 2º        | 3º        | 4º        | 5º        | 6º        | 7º        | 8º        | 9º        | 10º       | 11º       | 12º       | 13º       | 14º       | 15º       | 16º       |
| -------------- | --------- | --------- | --------- | --------- | --------- | --------- | --------- | --------- | --------- | --------- | --------- | --------- | --------- | --------- | --------- | --------- |
| Qualificazioni | 16        | 15        | 14        | 13        | 12        | 11        | 10        | 9         | 8         | 7         | 6         | 5         | 4         | 3         | 2         | 1         |
| Semifinali     | 6         | 5         | 4         | 3         | 2         | 1         |           |           |           |           |           |           |           |           |           |           |
| Finale         | 8         | 5         | 4         | 3         | 2         | 1         |           |           |           |           |           |           |           |           |           |           |

- Su sfondo rosso i piloti che non si qualificano per il turno successivo.

### Supercar

#### Classifica piloti
| Pos. | Pilota               | SVE | SVE | FIN | FIN | LET | LET | BAR | BAR | Punti |
| ---- | -------------------- | --- | --- | --- | --- | --- | --- | --- | --- | ----- |
| 1    | Johan Kristoffersson | 1   | 3   | 1   | 4   | 1   | 2   | 2   | 1   | 219   |
| 2    | Mattias Ekström      | 2   | 1   | 7   | 2   | 2   | 1   | 5   | 4   | 192   |
| 3    | Timmy Hansen         | 6   | 11  | 3   | 5   | 3   | 4   | 1   | 2   | 163   |
| 4    | Niclas Grönholm      | 4   | 9   | 4   | 1   | 5   | 5   | 4   | 8   | 147   |
| 5    | Kevin Hansen         | 8   | 2   | 6   | 7   | 4   | 6   | 3   | 7   | 135   |
| 6    | Robin Larsson        | 7   | 5   | 8   | 10  | 6   | 3   | 12  | 6   | 122   |
| 7    | Andreas Bakkerud     | 13  | 6   | 9   | 6   | 8   | 7   | 6   | 5   | 121   |
| 8    | Timo Scheider        | 3   | 4   | 5   | 9   | 12  | 10  | 9   | 9   | 92    |
| 9    | Anton Marklund       | 5   | 8   | 12  | 11  | 14  | 9   | 8   | 3   | 90    |
| 10   | Timur Timerzjanov    | 12  | 10  | 10  | 3   | 10  | 8   | 7   | 10  | 81    |
| 11   | Krisztián Szabó      | 9   | 7   |     |     | 7   | 11  |     |     | 41    |
| 12   | Juha Rytkönen        |     |     | 2   | 8   |     |     |     |     | 37    |
| 13   | Liam Doran           | 17  | 17  | 19  | 14  | 9   | 12  | 10  | 16  | 29    |
| 14   | René Münnich         | 14  | 12  | 16  | 19  | 13  | 14  |     |     | 18    |
| 15   | Támas Kárai          |     |     | 13  | 16  |     |     | 14  | 11  | 15    |
| 16   | Jere Kalliokoski     |     |     | 11  | 12  |     |     |     |     | 14    |
| 17   | Guerlain Chicherit   | 16  | 13  | 14  | 15  | 15  | 15  |     |     | 14    |
| 18   | Sebastian Eriksson   | 10  | 15  |     |     |     |     |     |     | 12    |
| 19   | Reinis Nitišs        |     |     |     |     | 11  | 13  |     |     | 12    |
| 20   | Rokas Baciuška       | 11  | 14  |     |     | 16  | 16  |     |     | 12    |
| 21   | Oliver Bennett       |     |     |     |     |     |     | 11  | 14  | 11    |
| 22   | Enzo Ide             |     |     |     |     |     |     | 13  | 12  | 11    |
| 23   | Mandie August        |     |     |     |     |     |     | 16  | 13  | 5     |
| 24   | Jani Paasonen        | 15  | 16  | 15  | 17  | NC  | 17  |     |     | 5     |
| 25   | Kevin Abbring        |     |     | 17  | 13  |     |     |     |     | 4     |
| 26   | Patrick Guillerme    |     |     |     |     |     |     | 15  | 15  | 4     |
| 27   | Atro Määttä          |     |     | 18  | 18  |     |     |     |     | 0     |
| Pos. | Pilota               | SVE | SVE | FIN | FIN | LET | LET | BAR | BAR | Punti |

| Colore  | Risultato                |
| ------- | ------------------------ |
| Oro     | Vincitore                |
| Argento | 2º posto                 |
| Bronzo  | 3º posto                 |
| Verde   | Finito a punti           |
| Blu     | Finito senza punti       |
| Blu     | Non classificato (NC)    |
| Viola   | Ritirato (Rit)           |
| Nero    | Squalificato (SQ)        |
| Nero    | Escluso (ES)             |
| Bianco  | Non ha gareggiato        |
| Bianco  | Iscrizione ritirata (WD) |
| Bianco  | Non partito (NP)         |
| Bianco  | Gara cancellata (C)      |

#### Classifica squadre
| Pos. | Squadra                         | N° | Pilota             | SVE | SVE | FIN | FIN | LET | LET | BAR | BAR | Punti |
| ---- | ------------------------------- | -- | ------------------ | --- | --- | --- | --- | --- | --- | --- | --- | ----- |
| 1    | KYB Team JC                     | 4  | Robin Larsson      | 7   | 5   | 8   | 10  | 6   | 3   | 12  | 6   | 340   |
| 1    | KYB Team JC                     | 5  | Mattias Ekström    | 2   | 1   | 7   | 2   | 2   | 1   | 5   | 4   | 340   |
| 2    | Team Hansen                     | 1  | Timmy Hansen       | 6   | 11  | 3   | 5   | 3   | 4   | 1   | 2   | 310   |
| 2    | Team Hansen                     | 9  | Kevin Hansen       | 8   | 2   | 6   | 7   | 4   | 6   | 3   | 7   | 310   |
| 3    | GRX Taneco                      | 7  | Timur Timerzjanov  | 12  | 10  | 10  | 3   | 10  | 8   | 7   | 10  | 298   |
| 3    | GRX Taneco                      | 68 | Niclas Grönholm    | 4   | 9   | 4   | 1   | 5   | 5   | 4   | 8   | 298   |
| 4    | Monster Energy GCK RX Cartel    | 13 | Andreas Bakkerud   | 13  | 6   | 9   | 6   | 8   | 7   | 6   | 5   | 270   |
| 4    | Monster Energy GCK RX Cartel    | 33 | Liam Doran         | 17  | 17  | 19  | 14  | 9   | 12  | 10  | 16  | 270   |
| 5    | ALL-INKL.COM Münnich Motorsport | 30 | Mandie August      |     |     |     |     |     |     | 16  | 13  | 219   |
| 5    | ALL-INKL.COM Münnich Motorsport | 44 | Timo Scheider      | 3   | 4   | 5   | 9   | 12  | 10  | 9   | 9   | 219   |
| 5    | ALL-INKL.COM Münnich Motorsport | 77 | René Münnich       | 14  | 12  | 16  | 19  | 13  | 14  |     |     | 219   |
| 6    | GCK UNKORRUPTED                 | 14 | Rokas Baciuška     | 11  | 14  |     |     | 16  | 16  |     |     | 115   |
| 6    | GCK UNKORRUPTED                 | 36 | Guerlain Chicherit | 16  | 13  | 14  | 15  | 15  | 15  |     |     | 115   |
| 6    | GCK UNKORRUPTED                 | 69 | Kevin Abbring      |     |     | 17  | 13  |     |     |     |     | 115   |

Nota: Nelle singole caselle vengono indicati i punti conquistati da ciascun pilota in ogni appuntamento e non la posizione raggiunta.

### Projekt E

#### Classifica piloti
| Pos. | Pilota              | SVE | LET | Punti |
| ---- | ------------------- | --- | --- | ----- |
| 1    | Natalie Barratt     | 2   | 4   | 35    |
| 2    | Ken Block           | 1   |     | 24    |
| 3    | Cyril Raymond       |     | 1   | 24    |
| 4    | Jānis Baumanis      |     | 2   | 20    |
| 5    | Hermann Neubauer    | 3   |     | 19    |
| 6    | Svein-Bjarte Holten |     | 3   | 18    |
| Pos. | Pilota              | SVE | LET | Punti |

### RX2

#### Classifica piloti[6]
| Pos. | Pilota              | DAN | DAN | Punti |
| ---- | ------------------- | --- | --- | ----- |
| 1    | Henrik Krogstad     | 2   | 1   | 54    |
| 2    | Guillaume de Ridder | 1   | 2   | 53    |
| 3    | Jesse Kallio        | 3   | 3   | 43    |
| 4    | Jimmie Walfridson   | 5   | 4   | 36    |
| 5    | Simon Olofsson      | 6   | 7   | 36    |
| 6    | Linus Östlund       | 4   | 12  | 29    |
| 7    | Niklas Aneklev      | 11  | 5   | 25    |
| 8    | Gustav Johansson    | 7   | 6   | 24    |
| 9    | Martin Enlund       | 8   | 9   | 22    |
| 10   | Mats Oskarsson      | 9   | 10  | 21    |
| 11   | Martin Jonsson      | 13  | 8   | 16    |
| 12   | Dan Skočdopole      | 14  | 11  | 12    |
| 13   | Hans-Ola Frøshaug   | 10  | 14  | 11    |
| 14   | Grégory Fosse       | 12  | 13  | 9     |
| Pos. | Pilota              | DAN | DAN | Punti |